# Дзвоники широколисті
Дзвоники широколисті (Campanula latifolia) — вид рослин з родини дзвоникових (Campanulaceae), поширений у Європі, Західній Азії, Західних Гімалаях.

## Опис
Багаторічна трав'яниста рослина 70–150 см заввишки. Стебла прямостійні, б.-м. густо облиствлені. Листки нерівномірно городчато-зубчасті, з обох сторін м'яко запушені, нижні — яйцювато-ланцетні, звужені в крилатий черешок, верхні — ланцетні, сидячі. Квітки в китицеподібному суцвітті. Віночок широко-дзвоновий, 40–60 мм завдовжки. Листки великі, до 12 × 7 см. Віночок блакитно-фіолетовий (рідше блідих або навіть білих відтінків). Коробочки ≈ 1 см завдовжки.

## Поширення
Поширений у Європі й на заході Азії та до Центральних Гімалаїв; натуралізований у деяких штатах США.
В Україні вид зростає в лісах, чагарниках — в лісових районах і Лісостепу.

## Галерея

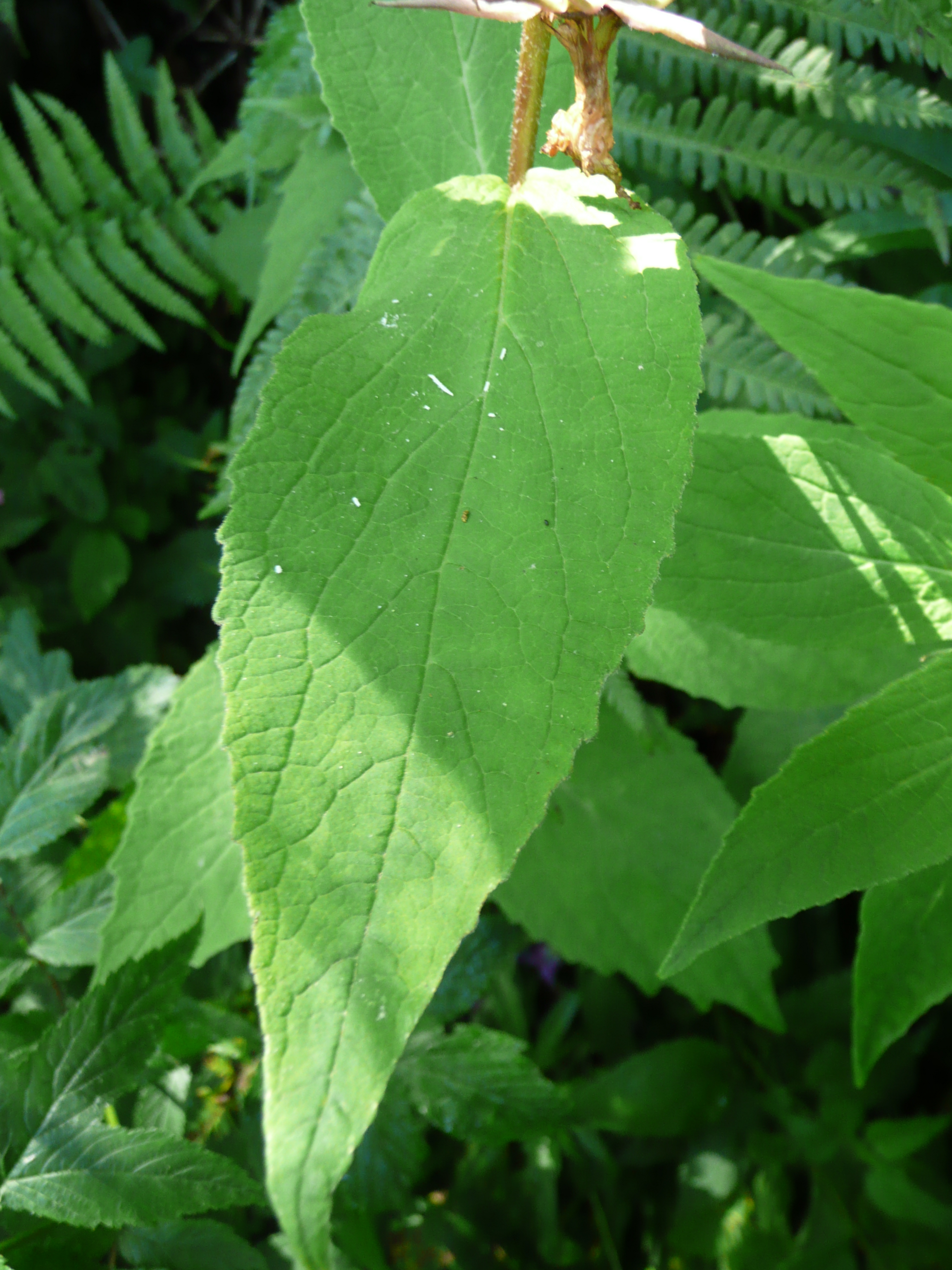
листя
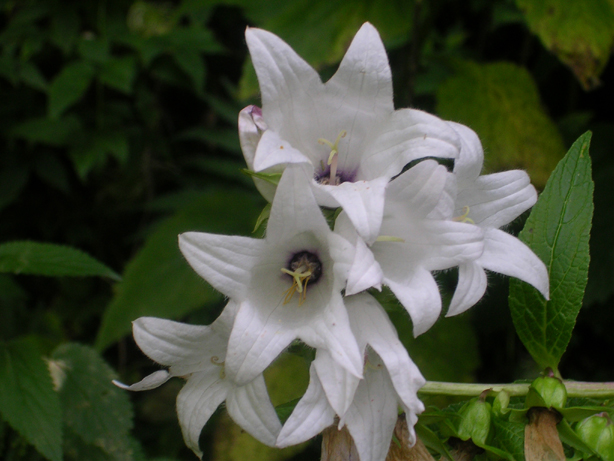
білі квіти
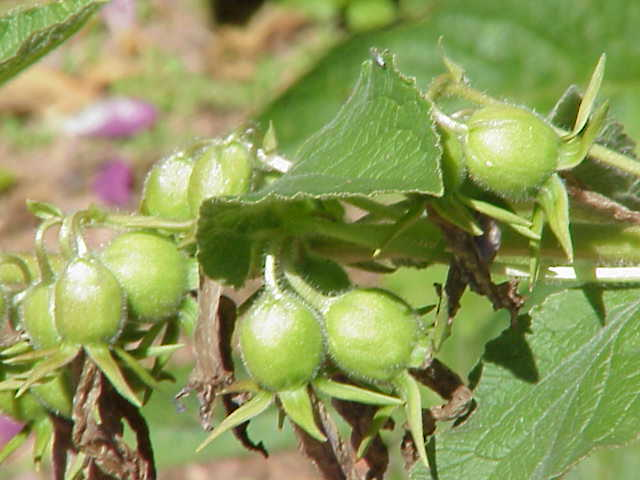
молоді плоди
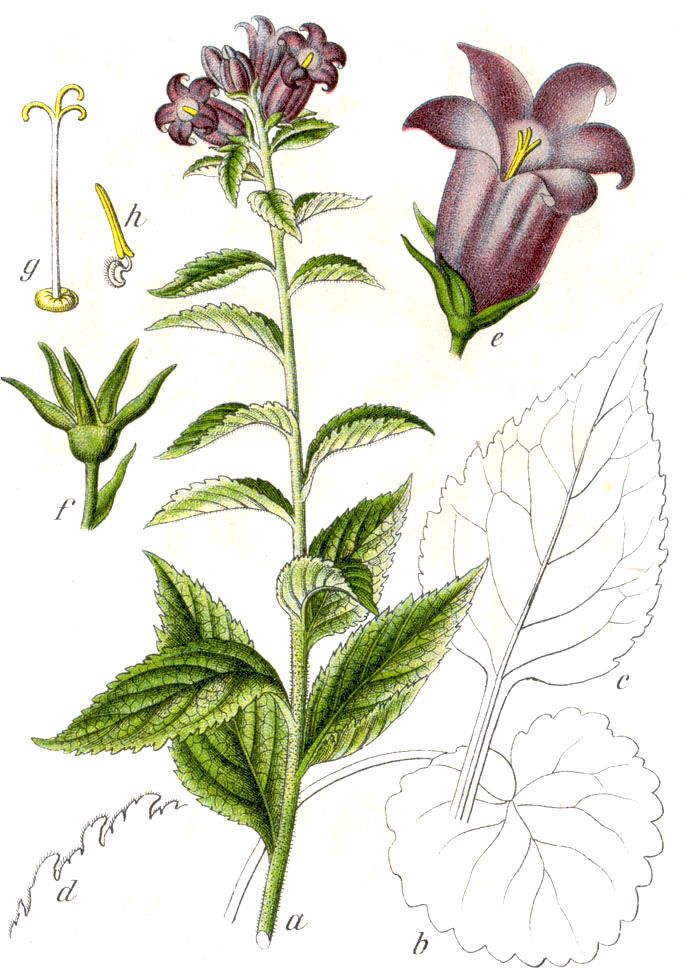
ілюстрація